# 瓷石
瓷石是一种主要化学成分为二氧化硅、氧化铝的矿物，主要用作瓷器原料。瓷石的主要成分是长石、石英或绢云母、石英。